# S/S Gerda (1865)

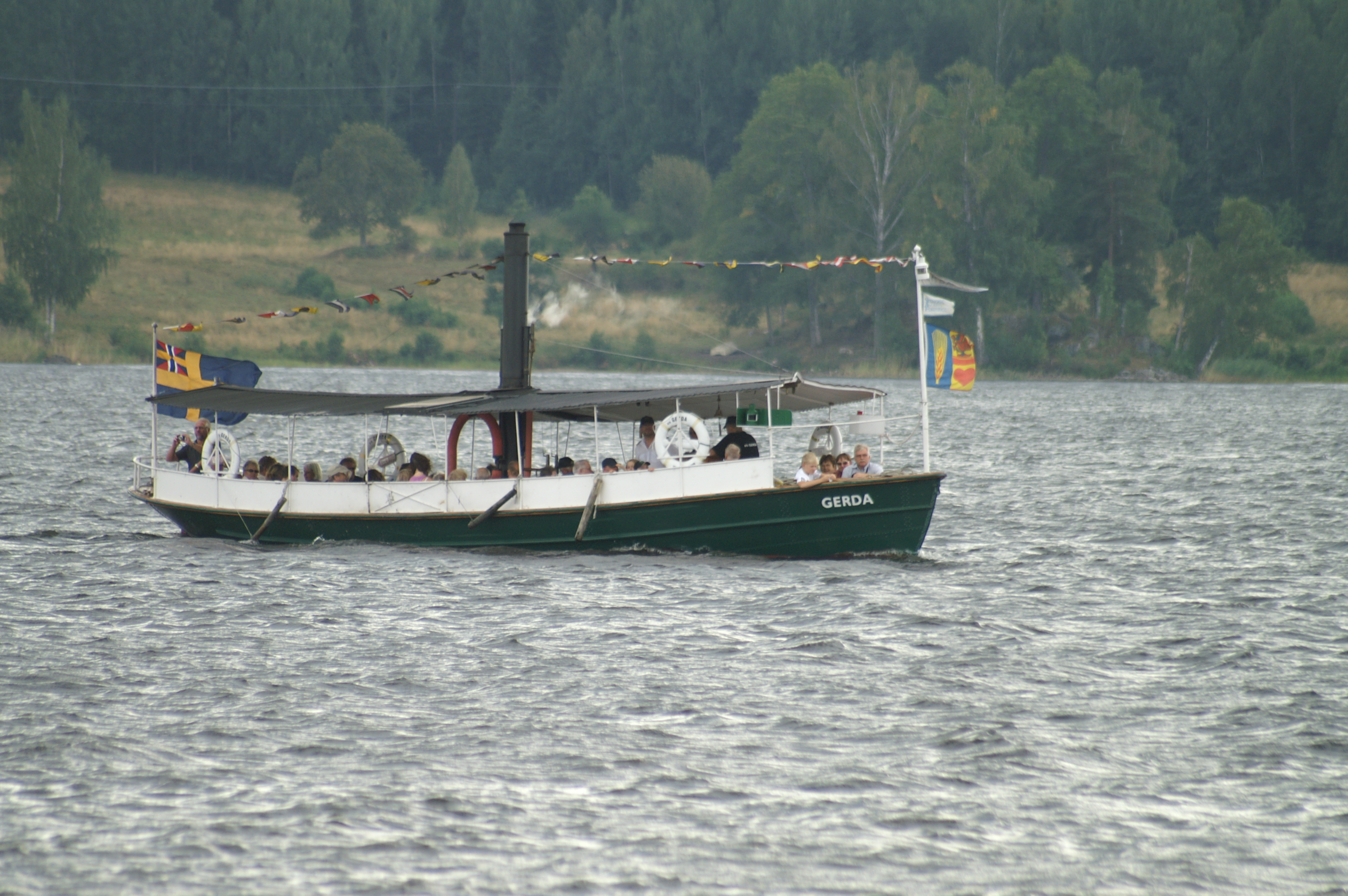
S/S Gerda på Näshultasjön.

S/S Gerda är en svensk ångslup med hemmahamn i Eskilstuna.
S/S Gerda byggdes 1865 och levererades till Stockholms Ångslups AB. Hon såldes 1894 till Haneberg i Södermanland för att trafikera Näshultasjön. År 1932 togs hon ur trafik och lades upp.
Eskilstuna kommun köpte Gerda 1978, varefter hon renoverades under början av 1990-talet och åter sattes i trafik 1996.  Vid renoveringen bevarades helnitningen. Fartyget var ursprungligen utrustat med en encylidrig ångmaskin på 16 hk. Denna byttes omkring 1915–1920 till en tändkulemotor. Vid renoveringen byttes maskineriet åter och en encylindrig ångmaskin från cirka år 1900 installerades.
S/S Gerda trafikerar vattnen kring Eskilstuna under sommarsäsongen.

## Bildgalleri

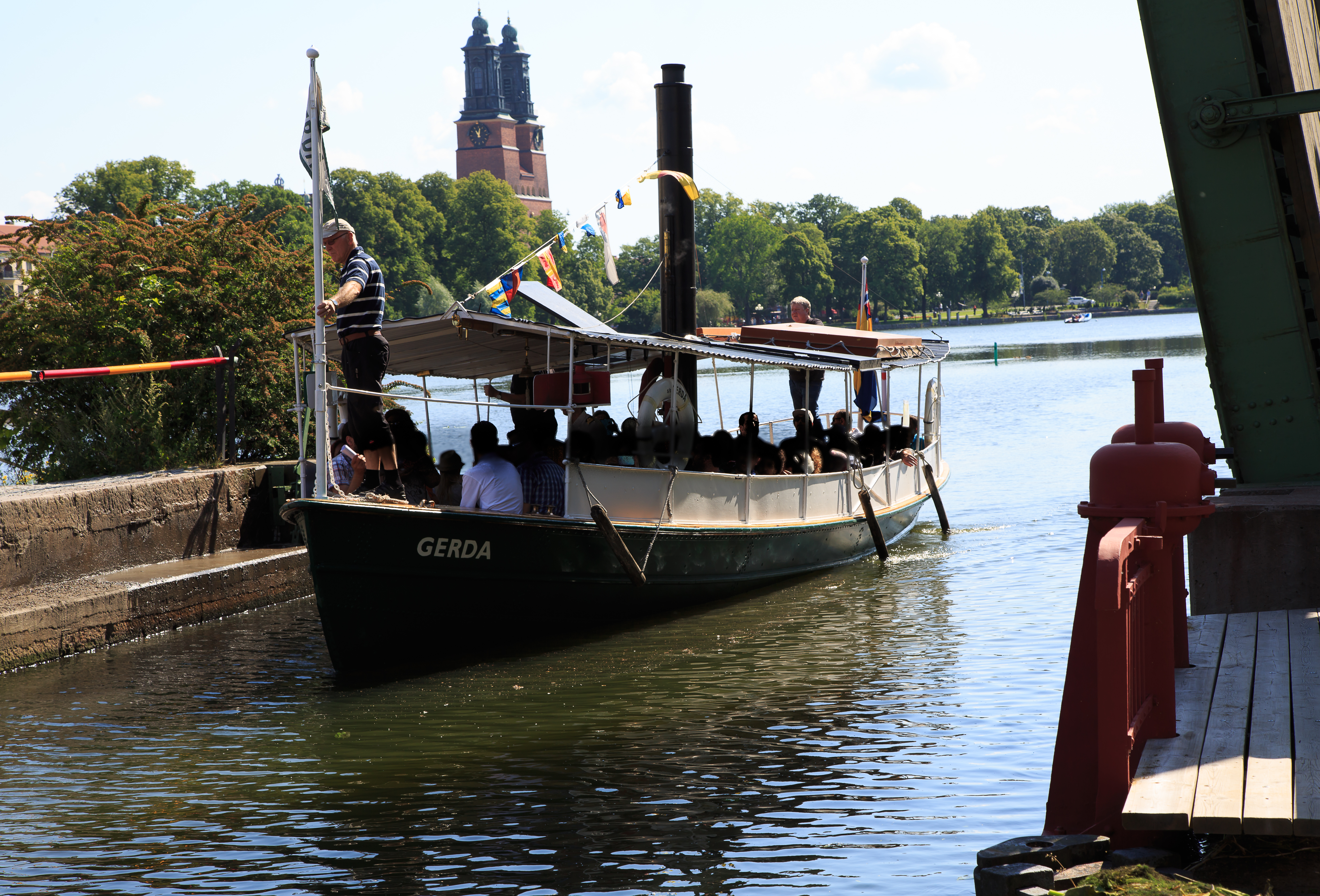
S/S Gerda i Eskilstuna
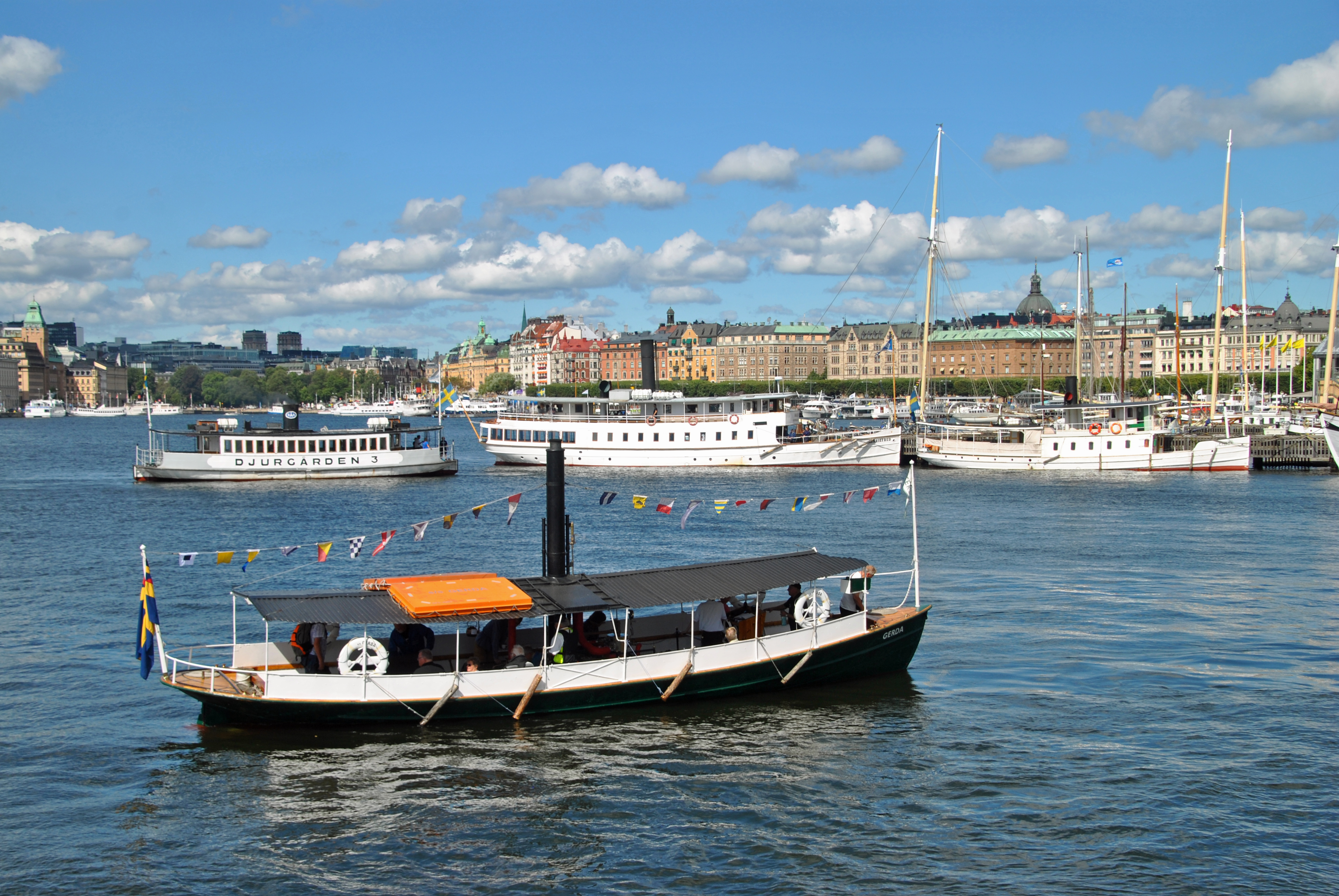
Ångbåtmöte vid Galärvarvet i Stockholm, 2015
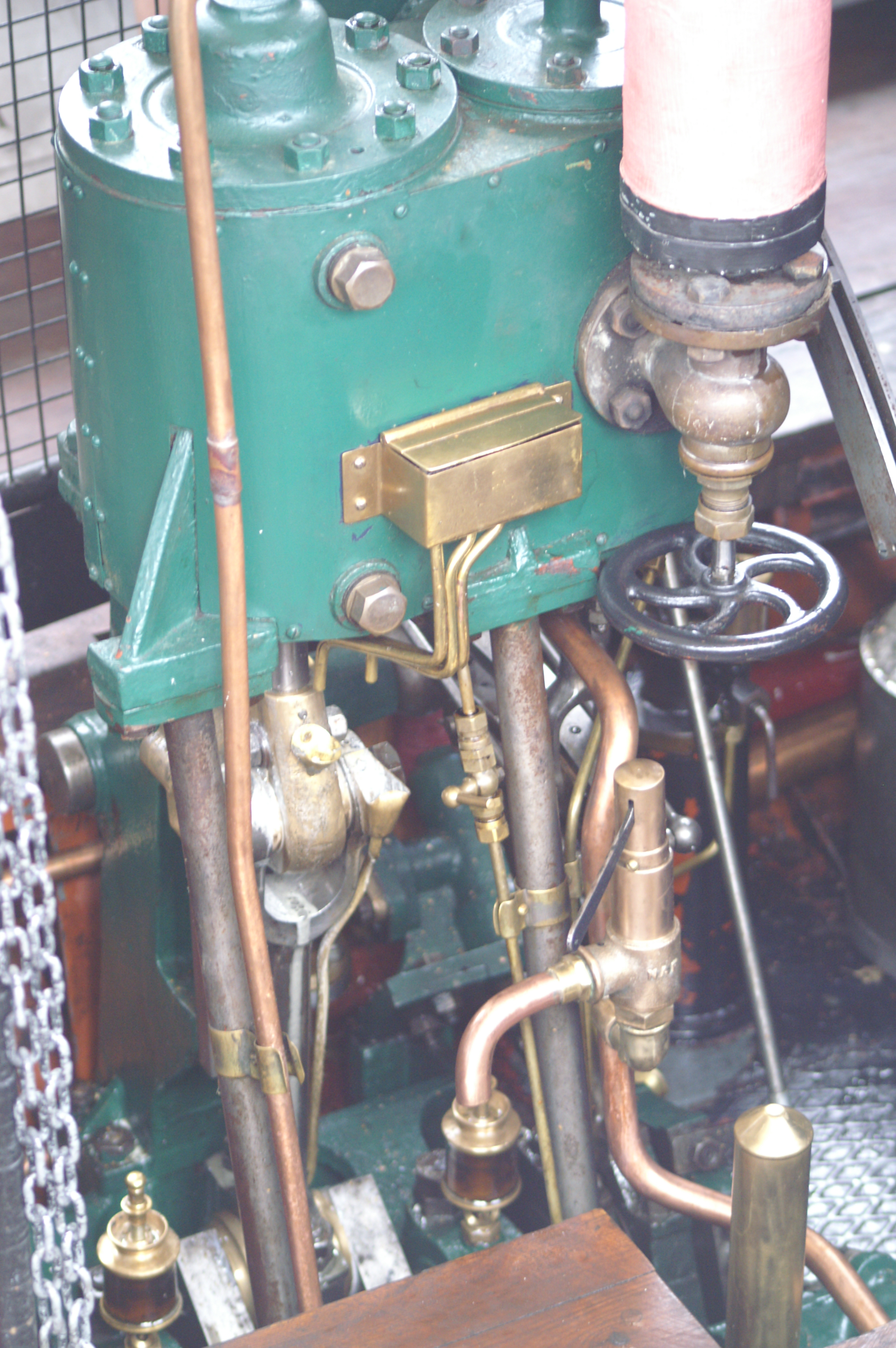
Ångmaskinen